# 32 î.Hr.

## Decese
- dată necunoscută: Titus Pomponius Atticus  (n. 109 î.Hr.)